# Montagny-près-Louhans
Montagny-près-Louhans è un comune francese di 471 abitanti situato nel dipartimento della Saona e Loira nella regione della Borgogna-Franca Contea.

## Società

### Evoluzione demografica
Abitanti censiti